# ETR 600
O ETR 600 é um trem de alta velocidade da companhia italiana Trenitalia. O trem pode usar as ferrovias tradicionais, bem como as de alta velocidade onde pode alcançar a velocidade de 250 km/h.
O trem chamado de Frecciargento, conecta Roma com Veneza, Reggio Calabria, Bari, Bolzano, Verona e Lamezia Terme.